# Mèo Bengal
Mèo Bengal (đọc là ben-gồ) là một giống mèo nhà được phát triển sao cho giống những loài họ mèo hoang dã với mục tiêu tạo ra một giống mèo tinh ranh, khỏe mạnh và thân thiện  với bộ lông mang màu sắc rực rỡ và độ tương phản cao. Người đã lai tạo mèo Bengal có tên là Jean Mill khi cô ấy mua được một chú mèo báo và chú mèo nhà. Năm 1965 thì chú mèo Bengal đầu tiên có tên là Kin Kin đã ra đời.
Cái tên "Bengal" có nguồn gốc từ phân loài mèo báo châu Á (P. b. bengalensis). Chúng có một ngoại hình mang vẻ "hoang dã" với các đốm  chấm/ hoa gốm, và một cái bụng trắng, và một cấu trúc cơ thể khá tương đương với mèo báo châu Á. Một khi được tách ra từ phối giống mèo báo với mèo nhà, tập tính của mèo bengal sẽ giống với những con mèo nhà khác.
Mèo Bengal hầu hết sở hữu bộ lông màu cam sáng và màu nâu nhạt. Mặc dù không nổi bật nhưng vẫn tồn tại các cá thẻ mang màu lông "trắng tuyết" mà cũng khá phổ biến